# Paracomesoma dubium
Paracomesoma dubium är en rundmaskart som först beskrevs av Nikolai Nikolaievich Filipjev 1918.  Paracomesoma dubium ingår i släktet Paracomesoma och familjen Comesomatidae. Inga underarter finns listade i Catalogue of Life.